# Finse (Noorwegen)
Finse is een plaatsje in de Noorse gemeente Ulvik met ongeveer 300 inwoners. Het ligt op een hoogte van 1222 meter boven zeeniveau, aan de voet van de Hardangerjøkulen, een gletsjer in Noorwegen.
Het spoorwegstation Finse is het hoogste spoorwegstation van Noord-Europa. Naast het station is een hotel en grootste hut van de Den Norske Turistforening en het Rallarmuseum. De weg en fietsroute Rallarvegen komt ook langs Finse.
Het eerste huis in Finse werd in 1901 gebouwd. In 1914 werd in Finse de eerste schaatshal van Noorwegen geopend. Sonja Henie trainde er.
In maart 1979 werd in Finse een deel van de film Star Wars: Episode V: The Empire Strikes Back opgenomen.
|  |

## Voetnoten
1. ↑  Statistics Norway. Urban settlements. Population and area, by municipality. 1 January 2007 (toelichting)